# Conquista musulmana de Sicilia
La conquista musulmana de Sicilia empezó en junio del 827 y duró hasta el 902, cuando la última fortaleza bizantina importante de la isla, Taormina, cayó en poder de los musulmanes. Aunque algunas plazas fuertes aisladas quedaron en manos bizantinas, la isla en su conjunto quedó dominada por los musulmanes hasta que los normandos la conquistaron a su vez en el siglo XI.
A pesar de que Sicilia había sufrido asaltos musulmanes desde mediados del siglo VII, estas incursiones no pusieron en peligro el control bizantino de la isla, que permaneció en general como un territorio remoto del imperio aislado del conflicto con el islam. En el 827, los emires aglabíes de Ifriqiya tuvieron ocasión de intervenir en la isla gracias a la revuelta del comandante de la flota local, Eufemio. Derrotado y expulsado de la isla, este solicitó la ayuda de los aglabíes. Estos vieron la oportunidad de expandir sus dominios, de encauzar las energías de sus levantiscos militares y de moderar las críticas de los estudiosos islámicos mediante la defensa de la yihad, y enviaron tropas a socorrer a Eufemio. Poco después, sin embargo, los aglabíes lo arrumbaron. El primer asalto a la capital isleña, Siracusa, fracasó, pero los musulmanes resistieron el siguiente contraataque bizantino y conservaron unas cuantas fortalezas que habían ocupado. Con la ayuda de refuerzos de Ifriqiya y al-Ándalus, en el 831 tomaron Palermo, que devino capital de una nueva provincia musulmana.
El Gobierno bizantino envió unas cuantas expediciones a ayudar a los lugareños contra los musulmanes, pero, ocupado en la lucha contra los abasíes de la frontera oriental y los sarracenos cretenses en el Egeo, no pudo centrarse en lograr la expulsión de los musulmanes, que se dedicaron a atacar las posesiones bizantinas durante las tres décadas siguientes casi impunemente. La gran fortaleza de Enna en el centro de la isla fue el principal núcleo bizantino que impidió la expansión musulmana, hasta su conquista en el 859. Tras su caída, los musulmanes aumentaron su hostigamiento de la zona oriental de la isla, y después de un asedio largo, tomaron Siracusa en el 878. Los bizantinos conservaron algunas fortalezas en la zona nororiental de la isla algunas décadas más y emprendieron algunas campañas para recuperarla hasta bien entrado el siglo XI, pero no pusieron en peligro en ningún momento el control musulmán. La caída de la última fortaleza bizantina importante, Taormina, en el 902, marcó la conclusión de la conquista musulmana de Sicilia.
Durante el periodo de dominio musulmán, la isla prosperó y finalmente se independizó de Ifriqiya para formar un emirato semiindependiente. La comunidad musulmana de la isla sobrevivió a la conquista normanda de la década de 1060 e incluso prosperó con los reyes normandos. Surgió una mezcla cultural única, que desapareció con la expulsión de los musulmanes a Lucera en la década de 1220, tras una fallida revuelta.

## Antecedentes
Durante el periodo romano imperial, Sicilia fue una provincia tranquila y próspera, pero poco importante. Solo en el siglo V sufrió ataques de los vándalos que operaban desde las costas de África septentrional. En el 535, la isla pasó a depender del Imperio bizantino y fue asaltada por los ostrogodos durante la guerra gótica, pero la calma habitual se restableció después. Protegida por el mar, la isla se salvó de la destrucción que las invasiones lombardas causaron en la Italia peninsular bizantina a finales del siglo VI y principios del VII y conservó una vida urbana floreciente y la administración civil. Únicamente la amenaza creciente de invasión musulmana otorgó alguna importancia a la provincia. Como John Bagnell Bury escribe la isla era una «tierra fértil y posesión deseable por sí misma, la posición central de Sicilia entre las dos cuencas mediterráneas la hacía objeto de importancia suprema para cualquier potencia marítima oriental con una actitud comercial o política expansionista; al mismo tiempo, para un gobernante africano ambicioso era el paso intermedio a Italia y a las puertas del Adriático».
Por tanto, la isla pronto fue objetivo de los musulmanes: la primera incursión se produjo en el 652, pocos años después de haberse creado la marina musulmana. Tras los ataques musulmanes contra África septentrional, devino una base estratégica crucial, y temporalmente, entre 661 y 668, fue la sede de la corte imperial de Constante II. Constituida en thema alrededor del 690, su  strategos también administraba las posesiones imperiales esparcidas por el sur de la península italiana. La isla fue atacada después, especialmente en la primera mitad del siglo VIII, pero no sufrió amenazas serias hasta que los musulmanes completaron la conquista de África septentrional y pasaron a Hispania. Abd al-Rahman al-Fihri, el gobernador abasí de Ifriqiya, fue el primero en tratar de invadir la isla junto con la de Cerdeña en el 752-753, pero una rebelión bereber se lo impidió.
En el 799, el fundador de la dinastía aglabí, Ibrahim I ibn Aglab, logró que el califa abasí Harún al-Rashid lo reconociese emir autónomo de Ifriqiya; se formó así un estado prácticamente independiente centrado en el Túnez moderno. En el 805, Ibrahim pactó una tregua de diez años con el gobernador bizantino de Sicilia, que renovó luego su hijo y sucesor, Abdallah I, en el 813. Durante este tiempo, lo agablíes estaban enfrascados en sus enfrentamientos con sus rivales idrisíes del oeste y no planearon asalto alguno contra Sicilia. Por el contrario, hay testimonios de tráfico comercial entre esta e Ifriqiya, y de la presencia de comerciantes árabes en la isla.

## Rebelión de Eufemio

Europa y el Mediterráneo en vísperas de la invasión musulmana de Sicilia, en el 814.

La rebelión del turmarca Eufemio, jefe de la flota isleña, fue la que permitió la invasión de la isla. Según relatos tardíos y quizá apócrifos, la lujuria por una monja hizo que la obligase a casarse con él. Sus hermanos protestaron al emperador Miguel II, y este ordenó al strategos, Constantino Soudas, que investigase el asunto y, si los cargos resultaban ciertos, castigase a Eufemio cortándole la nariz. Así, cuando Eufemio volvió de una campaña naval por la costa africana, supo que iban a prenderlo. Para evitarlo, navegó hasta Siracusa, que conquistó mientras el gobernador de la ciudad se refugiaba en Catania. Pronto el rebelde obtuvo el apoyo de gran parte de los mandos militares de la isla. No solo logró frustrar un intento de Constantino de recuperar Siracusa, sino que lo persiguió y expulsó de Catania, y finalmente lo capturó y pasó por las armas. Entonces, se proclamó emperador. El historiador Aleksandr Vasiliev duda de la veracidad de la historia romántica del origen de la rebelión, y sostiene que el ambicioso general sencillamente esperó el momento oportuno, cuando el Gobierno central bizantino se hallaba debilitado por la reciente rebelión de Tomás el Eslavo y ocupado en la defensa de Creta contra los musulmanes, para alzarse con el poder en Sicilia.
En ese momento, sin embargo, a Eufemio lo abandonó uno de sus principales y más estrechos aliados, un hombre conocido en las fuentes árabes como «Balata» (según Vasiliev, probablemente una corrupción de su título, mientras que Treadgold sostiene que se llamaba Platón), y su primo Miguel, comandante de Palermo. Los dos hombres denunciaron la usurpación del título imperial por Eufemio, marcharon hacia Siracusa, vencieron a Eufemio y ocuparon la ciudad.
Como uno de sus predecesores, Elpidio, que se había rebelado contra Irene, Eufemio decidió buscar refugio entre los enemigos del Imperio y con unos cuantos seguidores partió a Ifriqiya. Una vez llegado allí, envió una delegación a la corte aglabí, que solicitó al emir Ziyadat Alá un ejército para ayudarle a conquistar Sicilia, por la que pagaría a la dinastía un tributo anual. Esta oferta convino a los aglabíes, que afrontaban tensiones étnicas entre los colonos árabes y los bereberes, disensiones y rebeliones entre el grupo árabe dominante (el jund), y críticas de los juristas malikíes por su preocupación por asuntos mundanos, su sistema impositivo contrario al islam y su lujoso estilo de vida. De hecho, cuando llegó al territorio Eufemio, Ziyadat Alá acababa de aplastar una peligrosa revuelta del jund dirigida por Mansur al-Tunbudhi que había durado tres años. Como indica Alex Metcalfe, los aglabíes, «al emprender una yihad para expandir las fronteras del islam a expensas de los infieles mediante la conquista —la primera campaña importante desde la invasión de la península ibérica en el 711— podían acallar las críticas de los juristas. Al mismo tiempo, podrían encauzar las energías destructivas del levantisco jund en el eje Ifriqiya-Sicilia y obtener de ello nuevas fuentes de poder y riqueza».
El consejo de Ziyadat Alá se dividió en torno al asunto, pero al final la exhortación del respetado cadí de Kairuán, Asad ibn al-Furat, que citó el Corán para apoyar su opinión, convenció a sus miembros. Se otorgó a Asad el mando de la expedición, al tiempo que conservaba el cargo de cadí, normalmente incompatible con un mando militar. La expedición musulmana la formaban diez mil peones y setecientos jinetes, mayoritariamente árabes de Ifriqiya y bereberes, aunque también posiblemente participasen algunos jorasaníes. La flota la formaban setenta o cien barcos, a los que se unieron los propios bajeles de Eufemio.

## Primeras operaciones y conquista de Palermo

### Desembarco musulmán y asedio de Siracusa (827-828)

Mapa topográfico de Sicilia con algunas de sus poblaciones.

El 14 de junio del 827, las flotas aliadas zarparon de la bahía de Susa, y después de que tres días, arribaron a Mazara, en el suroeste de Sicilia, donde desembarcaron a las tropas. Allí se encontraron con soldados leales a Eufemio, pero pronto empezaron a surgir las desavenencias entre los aliados: un destacamento musulmán confundió a unos soldados de Eufemio con tropas leales al Imperio, y se produjo una escaramuza. A pesar de que los soldados de Eufemio recibieron la orden de colocar una ramita en sus cascos para que se los distinguiese y se evitasen nuevos choques, Asad anunció su intención de llevar a cabo la campaña sin su participación. Poco después, Balata, que parece haber asumido las funciones —aunque no el título— de strategos de la isla, apareció al frente de un contingente bizantino. Los dos ejércitos chocaron en una llanura al sureste de Mazara, en la que los hombres de Asad, arengados por su jefe, obtuvieron la victoria. Balata retrocedió primero a Enna y de allí a Calabria, en la Italia continental, donde parece que esperaba recibir refuerzos. Sin embargo, falleció poco después.
Asad entonces dejó Mazara en manos de Abu Zaki al-Kinani y marchó hacia Siracusa: el ejército musulmán avanzó a lo largo de la costa meridional hacia la capital de la isla, pero en Qalat al-Qurrat (posiblemente la antigua Acrae), se encontró con una embajada de la ciudad que ofreció pagarle tributo si los musulmanes detenían su avance. La propuesta probablemente no pretendía más que ganar tiempo para mejorar las defensas de la ciudad, pero Asad, bien persuadido por los emisarios, bien necesitando descansar su ejército, detuvo su avance unos cuantos días. Al mismo tiempo, Eufemio comenzó a lamentar su alianza con los aglabíes, y estableció contacto secretamente con los imperiales, instándolos a resistir a los árabes. Los musulmanes reanudaron su marcha poco después, y comenzaron a asediar la ciudad. Bizancio, que por entonces se enfrentaba a la amenaza mucho más cercana a la capital de la conquista árabe de Creta, no estaba en situación de prestar gran auxilio a Sicilia, mientras que los musulmanes sí recibieron refuerzos de África. Giustiniano Participazio, el dux del protectorado imperial de Venecia, acudió a socorrer la ciudad, pero no fue capaz de levantar el asedio. Los sitiadores, por su parte, también sufrían la escasez de víveres y en la primavera del 828 estalló una epidemia en la que pereció Asad. A este lo sucedió Muhammad ibn Abu'l-Jawari. Cuando por fin llegó una flota bizantina, los árabes abandonaron el cerco y trataron de regresar a África, maniobra que estorbaron los bajeles bizantinos. Al no poder evacuar la isla, el ejército musulmán quemó sus barcos y retrocedió por tierra hasta el castillo de Mineo, que conquistó tras tres días de asedio.

### Primer asedio de Enna y el contraataque bizantino, 828–829

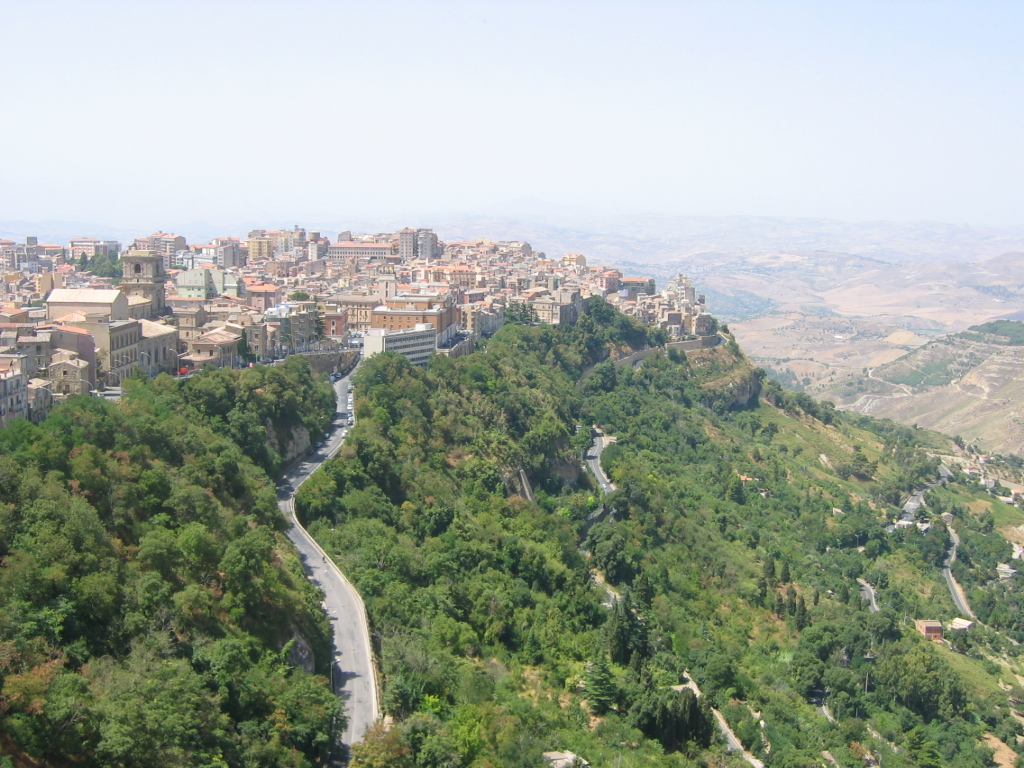
Vista de Enna (Castrogiovanni).

A pesar de sus contactos con los imperiales, Eufemio estaba entonces dispuesto a servir de guía a los musulmanes, evidentemente esperando poder emplearlos para sus propios propósitos; los suponía humillados por su fracaso y desorientados por la pérdida de Asad. Después de la rendición de Mineo, el ejército musulmán se dividió en dos: una parte conquistó Agrigento, al oeste, mientras la otra, a la que acompañaba Eufemio, atacó Enna. La guarnición entabló negociaciones y accedió a reconocer la autoridad de Eufemio, pero cuando este, protegido por una exigua escolta, se reunió con sus emisarios, fue asesinado. Se desconoce qué sucedió luego con sus partidarios, si se dispersaron o si continuaron luchando junto a los musulmanes.
En la primavera del 829, Miguel II envió una nueva flota a Sicilia mandada por Teodoto, que la conocía bien, ya que había sido su strategos. Después de desembarcar, condujo a su ejército a Enna, que los árabes aún asediaban. Aunque fue derrotado en la batalla subsiguiente, consiguió refugiarse en la fortaleza con la mayoría de sus hombres. Los musulmanes quedaron tan convencidos de que acabarían venciendo que acuñaron las primeras monedas en la isla, en nombre de Ziyadat Allah y Muhammad ibn Abu'l-Jawari, quien, no obstante, murió poco después y fue reemplazado por Zubayr ibn Gawth. Poco después, Teodoto logró invertir la situación: encabezó una salida que desbarató un contingente musulmán y luego derrotó al ejército musulmán principal al día siguiente; en este combate mató a mil enemigos y persiguió al resto hasta su campamento fortificado, que cercó. Los musulmanes intentaron escapar durante la noche, pero Teodoto esperaba la maniobra y los venció tendiéndoles una emboscada.
Los restos del ejército musulmán una vez más se refugiaron en Mineo, donde Teodoto los cercó; pronto los sitiados tuvieron que comerse sus caballos e incluso perros. Cuando la guarnición árabe de Agrigento se enteró de la derrota, abandonó la ciudad y retrocedió a Mazara. Así, en el otoño del 829, los bizantinos casi habían expulsado por completo a los musulmanes de Sicilia.

### Ayuda omeya y muerte de Teodoto (830)
La victoria de Teodoto no fue completa, ya que, a principios del verano del 830, una flota del Emirato de Córdoba en al-Ándalus, mandada por Asbagh ibn Wakil, arribó a Sicilia; a pesar de las diferencias políticas y la rivalidad entre el Califato abasí y los omeyas del Emirato de Córdoba, estos enviaban ayuda militar a los aglabíes, aun cuando estos eran partidarios claros de los abasíes. Ibn Kathir escribió que entre omeyas y aglabíes reunieron trescientos barcos. Teodoto evitó enfrentarse con la flota mixta, esperando que los omeyas se marcharían después de saquear la región, pero la apurada guarnición de Mineo logró ponerse en contacto con ella y proponerle una acción conjunta. Los andalusíes accedieron tras obtener el mando de la operación para Asbagh; este marchó hacia Mineo con sus propias fuerzas y con tropas frescas llegadas de Ifriqiya. Incapaz de hacerles frente, Teodoto retrocedió a Enna y levantó el bloqueo de Mineo (julio o agosto del 830). La hueste conjunta de Ifriqiya y al-Ándalus incendió Mineo y asedió otra ciudad, posiblemente Calloniana (la moderna Barrafranca). Una vez más, sin embargo, su campamento fue presa de una epidemia, que mató a Asbagh y muchos otros. La ciudad cayó más tarde, en el otoño, pero los árabes habían sufrido tantas pérdidas que hubieron de abandonarla y retirarse al oeste. Teodoto se lanzó en su persecución y les infligió gran número de bajas, lo que motivó que la mayoría de los andalusíes evacuasen la isla. Sin embargo, Teodoto murió también, probablemente en alguno de los choques con los árabes en retirada.

### Caída de Palermo (831)
Entretanto, los aglabíes de Mazara, junto con algunos de los andalusíes, habían atravesado la isla y cercado Palermo. La ciudad aguantó el asedio un año, hasta que, en septiembre del 831, su alcaide, el spatharios Simeón, se rindió a cambio del salvoconducto para los principales funcionarios de la ciudad y posiblemente también para la guarnición. La ciudad sufrió grandes penurias durante el asedio; el historiador árabe Ibn al-Athir indica, aunque exagera, que la población menguó de setenta mil habitantes a tres mil y que los supervivientes fueron hechos esclavos. El obispo de la ciudad, Lucas, logró huir y llegar a Constantinopla, donde informó al emperador Teófilo del desastre. La caída de Palermo —desde entonces conocida simplemente como al-Madina («la ciudad»)— marcó un hito en la conquista musulmana de Sicilia: los musulmanes obtuvieron no solo una base militar importante, sino que también aseguraron gracias a la conquista las regiones occidentales de la isla, que se transformaron en una provincia aglabí. Así, en marzo del 832, llegó a Palermo el primer gobernador aglabí, el valí Abu Fihr Muhammad ibn Abdallah. Abu Fihr, hábil gestor, fue capaz además de apaciguar las rencillas que habían surgido entre los africanos de Ifriqiya y los andalusíes.

## Expansión de la provincia musulmana
El tercio occidental de Sicilia cayó relativamente rápido en manos musulmanas, pero la conquista de la parte oriental de la isla fue larga y ardua. Hay pocas pruebas de grandes campañas o batallas campales, y la contienda se caracterizó por los repetidos asaltos árabes a las fortalezas bizantinas, y por las correrías (sa'ifa) de las campiñas, emprendidas tanto para obtener botín como tributos y cautivos. El conflicto afectó más al tercio suroriental de la isla (Val di Noto)  que al noreste de la isla, más montañoso e inaccesible.

### Expediciones del 832-836
No se conocen operaciones militares en Sicilia en los dos años que siguieron a la caída de Palermo. Probablemente los musulmanes estaban ocupados en organizar su nueva provincia, mientras que los bizantinos eran demasiado débiles para reaccionar y no podían esperar refuerzos del Imperio, cada vez más acuciado en el este por las sucesivas invasiones del califa abasí Mamún de las zonas fronterizas y por la amenaza a la capital, Constantinopla que únicamente desapareció con la repentina muerte del califa en agosto del 833.
La lucha durante los años siguientes se centró en Enna, la principal fortaleza bizantina en el interior de Sicilia. A comienzos del 834, Abu Fihr la atacó, derrotó a su guarnición en campo abierto y la obligó a refugiarse tras las murallas de la ciudad. En la primavera, la guarnición realizó una salida, pero resultó vencida nuevamente. En el 835, Abu Fihr otra vez taló la Sicilia central, y venció al ejército enemigo que mandaba un patricio bizantino (probablemente el strategos de la isla); en la batalla capturó a la mujer e hijo del jefe militar bizantino. Después de esta victoria, Abu Fihr envió a Muhammad ibn Salim a correr las comarcas orientales de la isla, operación en la que este alcanzó Taormina. Aun así, estallaron nuevas rencillas entre los musulmanes, que acabaron con el asesinato de Abu Fihr y la huida de los asesinos a territorio bizantino.
Loa aglabíes nombraron a al-Fadl ibn Yaqub para sustituir al fallecido Abu Fihr, que mostró gran iniciativa: inmediatamente después de su llegada, encabezó una incursión contra las tierras de Siracusa y luego otra por la Sicilia central, en torno a Enna. El strategos bizantino salió en su persecución, pero los musulmanes se refugiaron en una zona escarpada y boscosa, donde quedaron a salvo del enemigo. Después de esperar en vano que los musulmanes presentaran batalla, el strategos comenzó a retirar su ejército, pero cayó en una celada que desbarató sus huestes. Los musulmanes capturaron gran parte de las armas, bagaje y de las bestias del ejército bizantino y estuvieron a punto de apresar al propio strategos, que había resultado herido de gravedad en el choque. A pesar de su victoria, a Ibn Yaqub lo remplazó en septiembre un nuevo gobernador, el príncipe aglabí Abu'l-Aghlab Ibrahim ibn Abdallah ibn al-Aghlab, primo hermano del emir Ziyadat Allah. Al mismo tiempo, llegaron por fin los refuerzos que los bizantinos tanto habían esperado. La flota bizantina trató de bloquear el paso a la escuadra de Abu'l-Aghlab', menor en número y que perdió barcos tanto por la acometida bizantina y como por las tormentas; la flota musulmana logró, empero, alcanzar Palermo, donde una flotilla local mandada por Muhammad ibn al-Sindi rechazó a los bizantinos. Abu'l-Aghlab se vengó emprendiendo ataques a Pantelaria y otras poblaciones y decapitando a los cautivos cristianos que apresó en estas correrías. Al tiempo, una cabalgada musulmana alcanzó la región oriental de la isla alrededor del monte Etna, quemó pueblos y cosechas y tomó cautivos.
En el 836, Abu'l-Aghlab atacó de nuevo al enemigo. Un contingente musulmán conquistó la fortaleza llamada en árabe Qastaliasali (probablemente Castelluccio, en la costa septentrional de la isla), pero un contraataque bizantino lo expulsó de la zona. La flota musulmana, mandada por al-Fadl ibn Yaqub, asaltó las islas Eolias y tomó varios castillos en la costa del norte de Sicilia, entre los que destacaba el de Tíndaris. Mientras tanto, se envió otra cabalgada a la región del Etna, que resultó tan exitosa que hizo que se hundiesen los precios de los cautivos bizantinos, de tantos que se capturaron.

### Expediciones de 837-841

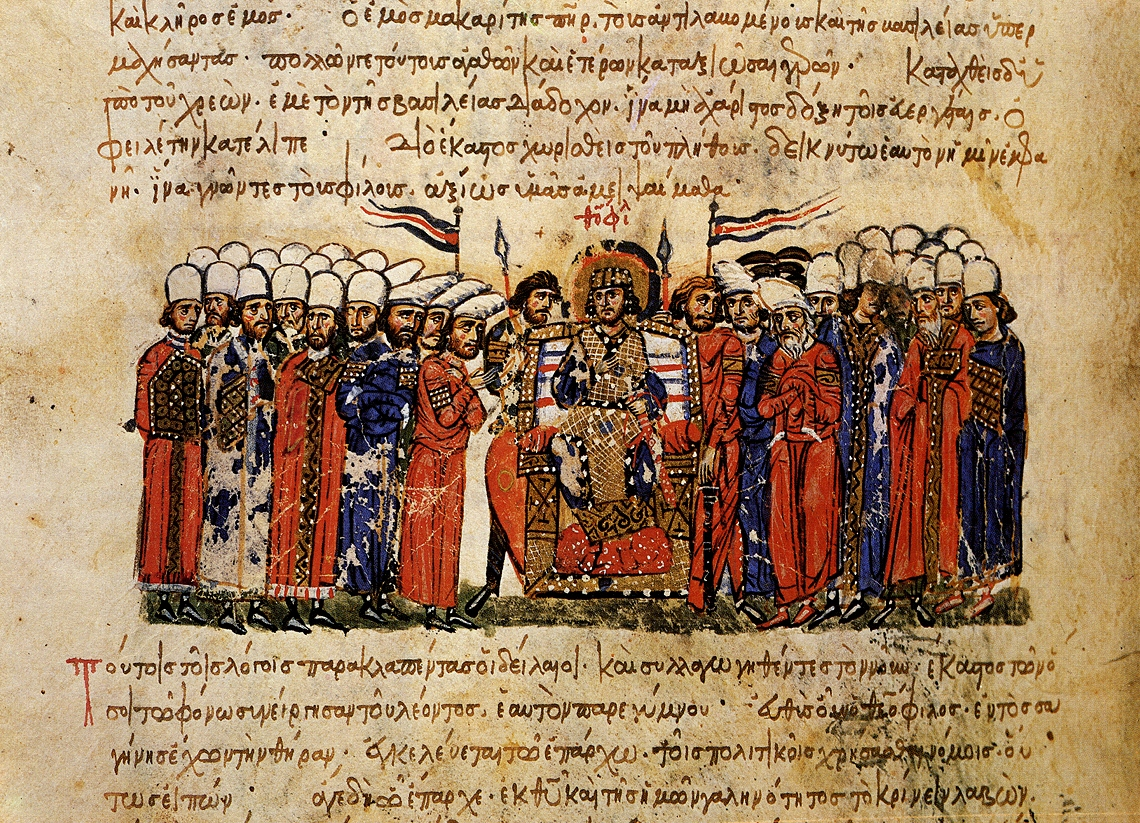
El emperador Teófilo y su corte, en una miniatura del Madrid Skylitzes.

En el 837, un ejército musulmán al mando de Abd al-Salam ibn Abd al-Wahhab atacó Enna, pero fue repelido por los bizantinos, y Abd al-Salam fue apresado. Los musulmanes reaccionaron reforzando su posición en torno a Enna, que cercaron. Durante el invierno siguiente, uno de los sitiadores descubrió un camino que conducía a la ciudad y que los defensores habían dejado sin vigilar, lo que permitió a los musulmanes tomar toda la ciudad baja. Los bizantinos conservaron la ciudadela, y acordaron la retirada musulmana a cambio del pago de un gran rescate.
Teófilo emprendió entonces por fin una campaña decidida a socorrer Sicilia: reunió un gran ejército y entregó el mando a su yerno, el césar Alejo Mosele. Musele arribó a la isla en la primavera del 838, a tiempo de rechazar un ataque musulmán a la fortaleza de Cefalú. Venció en varias ocasiones a partidas musulmanas, pero en Constantinopla sus enemigos propalaron rumores de que trataba con los árabes y ambicionaba el trono. Además, la muerte de su mujer, María, aún niña, cortó sus lazos con el emperador, que envió a Siracusa al arzobispo, Teodoro Krithinos, en el 839 para relevarlo y ordenarle que volviese a Constantinopla.
El 11 de junio del 838, falleció el emir Ziyadat Allah y le sucedió su hermano, Abu Iqal ibn al-Aghlab. Este envió más tropas a Sicilia, donde los musulmanes recuperaron la iniciativa tras la marcha de Mosele: en 839-840, conquistaron las fortalezas de Corleone, Platani, Caltabellotta, y posiblemente también Marineo, Geraci y otras, y en 841, partieron de Enna y talaron el territorio hasta Grotte.
En el mismo periodo, los musulmanes sicilianos también conquistaron territorios en la península itálica. El Ducado de Nápoles había solicitado su ayuda contra Sicardo de Benevento en el 839; los musulmanes saquearon Bríndisi y, tras el asesinato de Sicardo y el estallido de guerra civil en el Principado de Benevento, conquistaron Tarento en el 840 y Bari en el 847, que devinieron sus principales bases en la región. Hasta bien entrada la década del 880, los musulmanes realizaron incursiones en las costas de Italia y del mar Adriático desde sus bases en la península itálica —principalmente desde el Emirato de Bari, hasta que este desapareció en el 871—.

### Avances musulmanes y la caída de Enna (842-859)
A finales del 842 o ya en el 843, con cooperación de los napolitanos, los musulmanes conquistaron Mesina. En el 845, también se apoderaron de la fortaleza de Módica, mientras que los bizantinos, entonces en paz con el Califato abasí, recibieron refuerzos del thema oriental de Carsiano. Los dos ejércitos se enfrentaron cerca de Butera: los bizantinos fueron completamente derrotados y perdieron unos diez mil hombres en la lid. Enseguida la posición bizantina empeoró notablemente: al-Fadl ibn Ja'far tomó Lentini mediante una artimaña en el 846, y la fortaleza de Ragusa cayó en el 848; la guarnición, sometida por hambre, capituló y los musulmanes arrasaron las defensas completamente. Por la misma época (finales del 847 o principios del 848), fracasó un desembarco bizantino en Palermo y la flota que trasladaba a las tropas que no pudo desembarcar perdió luego siete de los diez navíos que la formaban en una tormenta.
En el 851, el capaz gobernador y general Abu'l-Aghlab Ibrahim murió, y los musulmanes locales eligieron sucesor a Abu'l-Aghlab al-Abbas ibn al-Fadl, el vencedor de Butera. Sin esperar la confirmación de su nombramiento por la corte de Ifriqiya, el nuevo gobernador atacó y conquistó la fortaleza septentrional de Caltavuturo, y luego marchó al sur hacia Enna, cuyo alcaide decidió no enfrentarse a él en campo abierto. Abbas continuó la campaña y en el 852-53 taló el Val di Noto. Asedió Butera durante cinco o seis meses, hasta que sus habitantes pactaron su retirada a cambio de entregar cinco o seis mil prisioneros. Poco se sabe sobre los acontecimientos de los siguientes cuatro años; las fuentes hablan de incursiones musulmanas por las comarcas aún en poder de los bizantinos que apenas encontraron resistencia. Abbas tomó varias fortalezas, incluyendo Cefalú en el 857, cuya población puedo abandonarla con un salvoconducto antes de que el conquistador la destruyese. Gagliano fue asediado, pero no cayó. En el verano del 858, se libró una batalla naval, probablemente cerca de Apulia; Ali, hermano de Abbas', venció a la flota bizantina de cuarenta naves en el primer combate, pero luego salió derrotado del segundo y tuvo que retirarse.
En enero del 859, los musulmanes obtuvieron una gran victoria con la conquista de Enna, hasta entonces inexpugnable, gracias a la ayuda de un cautivo bizantino. Como señala Metcalfe, la captura de la fortaleza tuvo gran importancia, ya que el lugar era clave para allanar la expansión musulmana por la Sicilia oriental: «sin dominarla, los musulmanes no podían conquistar ciudades más al este sin correr el riesgo permanente de perderlas en contraofensivas bizantinas... Su caída, a la que siguió el saqueo y la matanza de sus defensores el 24 de enero del 859, fue, en términos militares, la victoria más importante en Sicilia del periodo de los primeros aglabíes desde la conquista de Palermo».
La caída de Enna redujo el territorio bizantino a la costa oriental entre Siracusa y Taormina, y obligó al emperador a enviar un gran ejército y una flota de unos trescientos bajeles, al mando de Constantino Kontomytes, que arribaron a Siracusa en el otoño del 859. Poco después, los musulmanes batieron a la armada bizantina, que perdió un tercio de los buques. No obstante, la llegada de un ejército bizantino numeroso indujo a varias poblaciones, que se habían sometido a los musulmanes, a rebelarse contra estos. Abbas aplastó pronto los levantamientos y marchó contra Kontomytes. Los dos ejércitos se enfrentaron cerca de Cefalú; los bizantinos sufrieron una gran derrota y tuvieron que retirarse a Siracusa, mientras que Abbas reforzaba sus posiciones reconstruyendo y colonizando Enna.

## Caída de Malta y Siracusa

### Gobierno de Jafaja ibn Sufyan (861–86)
Abbas falleció en otoño del 861, después de una nueva incursión en territorio bizantino, y fue enterrado en Caltagirone; posteriormente, los bizantinos exhumaron el cadáver y lo quemaron. Para sucederlo, los musulmanes sicilianos escogieron a su tío Ahmad ibn Ya'qub. Su gobierno fue corto, ya que en febrero del 862 fue depuesto y sustituido por Abdallah, hijo de Abbas. Rabah, general de Abdallah, se apoderó de unas cuantas fortalezas bizantinas, a pesar de sufrir una derrota al comienzo de la campaña. Los aglabíes, no obstante, no aceptaron la elección de Abdallah, y lo sustituyeron a los cinco meses por Jafaja ibn Sufyan.
En el 863, Jafaja envió a su hijo Muhammad a talar la comarca de Siracusa; derrotado, tuvo que retirarse. En febrero y marzo del 864, con la ayuda de un renegado bizantino, los musulmanes tomaron Noto y Scicli. En el 865, Jafaja dirigió en persona una expedición contra las tierras de Enna —lo que puede indicar que los bizantinos la habían recuperado o que conservaban todavía algunas fortalezas próximas a la población— antes de dirigirse hacia Siracusa, pero otra vez su hijo Muhammad fue vencido en una emboscada en la que perdió mil hombres.
En el 866, Jafaja marchó de nuevo contra Siracusa. Luego siguió hacia el norte siguiendo la costa. Se reunió con una delegación de ciudadanos de Taormina, con los que concluyó un tratado, que pronto quedó en nada. El mismo año, los musulmanes retomaron Noto y Ragusa, que bien los bizantinos habían reconquistado o bien simplemente habían dejado de pagar el tributo acordado. Jafaja también conquistó la fortaleza llamada «al-Giran» y otras, antes de que enfermase y tuviese que regresar a Palermo. En el verano del 867, recuperado ya de la enfermedad, dirigió una vez más al ejército hacia Siracusa y Catania, y saqueó la zona.
En septiembre del 867, murió asesinado el emperador bizantino Miguel III y le sucedió Basilio I. El nuevo emperador, de carácter más enérgico, aprovechó la paz relativa en la frontera oriental para concentrarse en los asuntos del oeste: en el 868-869 envió al almirante Nicetas Orifa a desbaratar el asedio árabe de Ragusa y restablecer la autoridad imperial en Dalmacia, después de que lo cual se dirigió a Italia para tratar infructuosamente de concluir una alianza matrimonial y coordinar un asedio conjunto de Bari con el emperador occidental, Luis II el Joven. Se envió otra flota a Sicilia en la primavera del 868, pero Jafaja infligió una gran derrota a los bizantinos, que le permitió talar los alrededores de Siracusa sin impedimentos. Después de que Jafaga volviese a Palermo, su hijo Muhammad emprendió un ataque a la península itálica, posiblemente para asediar Gaeta.
A su regreso a Sicilia, en enero o febrero del 869, Muhammad encabezó un asalto a Taormina, que intentó tomar mediante traición; a pesar de que un destacamento musulmán logró apoderarse de las puertas de la ciudad, la tardanza de Muhammad en llegar con el grueso de las tropas hizo que aquel, temiendo ser capturado por los defensores, abandonase la ciudad. Un mes más tarde, Jafaja lanzó un ataque en la región de Monte Etna, probablemente contra la ciudad de Tiracia (Randazzo), mientras que Muhammad corrió la comarca de Siracusa. Los bizantinos, empero, derrotaron a Muhammad en una salida y le infligieron gran número de bajas, lo que obligó a Jafaja a dirigirse a Siracusa para socorrerlo. Asedió la ciudad unas cuantas semanas, antes de replegarse a Palermo en junio. De camino, lo asesinó un soldado bereber descontento, que luego buscó refugio en Siracusa. Su muerte fue un importante contratiempo para los musulmanes sicilianos. Los motivos del asesinato no están claros: Metcalfe indica una disputa por el reparto del botín entre los distintos grupos del ejército musulmán, mientras que Aleksandr Vasiliev señaló la posibilidad que el asesino fuese sobornado por los bizantinos para cometer el atentado.

### Conquista musulmana de Malta y Siracusa (870–878)
A Jafaja le sucedió en el cargo su hijo Muhammad, elegido por el ejército siciliano y confirmado en él por el emir aglabí. En contraste con la energía que había mostrado anteriormente, durante su periodo como gobernador Muhammad prefirió permanecer en la capital y no participar personalmente en las campañas militares. Su gobierno acabó cuando un eunuco de la corte lo asesinó el 27 de mayo del 871.
No obstante, durante su gobierno se produjo un acontecimiento importante: la conquista de Malta. De todas las islas que rodean Sicilia, fue la última que conservaron los bizantinos; en el 869 una flota mandada por Ahmad ibn Umar ibn Ubaydallah ibn al-Aghlab al-Habashi la atacó. Los bizantinos, que había recibido refuerzos a tiempo, repelieron el ataque, pero en el 870 Muhammad envió una flota de Sicilia a la isla, y la fortaleza isleña cayó el 29 de agosto del 870. El gobernador murió, la ciudad fue saqueada —se afirma que Ahmad al-Habashi se llevó las columnas de mármol de la catedral para decorar su palacio— y sus defensas, arrasadas. La caída de Malta tuvo importantes consecuencias para la defensa de la menguada Sicilia bizantina: con Regio y Malta en sus manos, los musulmanes completaron el cerco de la isla, y podían bloquear fácilmente cualquier auxilio enviado desde el este.

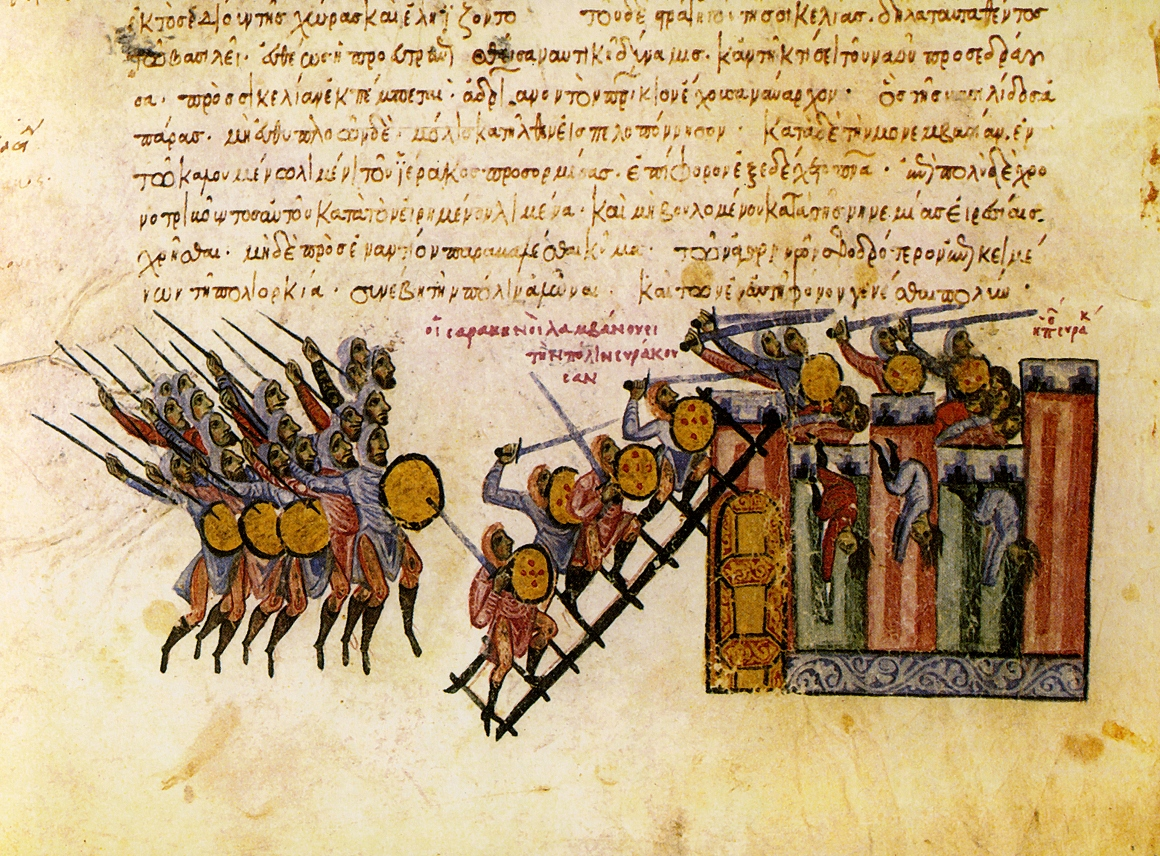
La conquista árabe de Siracusa, del Skylitzes Matritensis.

Del 872 al 877 debió de haber un periodo de tranquilo, ya que las fuentes no mencionan ninguna operación militar en Sicilia. Esto se debió probablemente a la crisis interna en la Sicilia musulmana —se sabe que hubo seis gobernadores durante este periodo—, así como a la debilidad de los aglabíes en la metrópolis en Ifriqiya. En Italia, las incursiones musulmanas continuaron, pero los bizantinos obtuvieron un gran triunfo en el 875 u 876, después de la muerte de Luis II, al conquistar Bari.
En el 875, el emir aglabí Muhammad II ibn Ahmad (864-875), más dado a los placeres que a la guerra, murió, y le sucedió su hermano Ibrahim II (875-902), más belicoso. Este estaba decidido a conquistar de una vez por todas Siracusa. Nombró un gobernador nuevo para la isla, Ja'far ibn Muhammad, y le envió una flota desde Ifriqiya. Ja'far empezó la campaña en el 877, corriendo los territorios bizantinos y ocupando algunos castillos aislados alrededor de Siracusa, antes de emprender el asedio. Los musulmanes, con numerosas máquinas de asedio, acometieron sin cesar a los defensores, que recibieron escasos refuerzos de Constantinopla, donde el grueso de la flota imperial se dedicaba aparentemente en llevar materiales para la suntuosa nueva iglesia que había mandado erigir el emperador Basilio. Durante nueve meses de asedio, los árabes tomaron gradualmente las defensas exteriores, y finalmente, el 21 de mayo del 878, asaltaron la ciudad. Pasaron por las armas a parte la población y esclavizaron al resto, y saquearon exhaustivamente la población durante dos meses.

## Conclusión de la conquista musulmana

### Disensiones entre los musulmanes sicilianos (878-900)

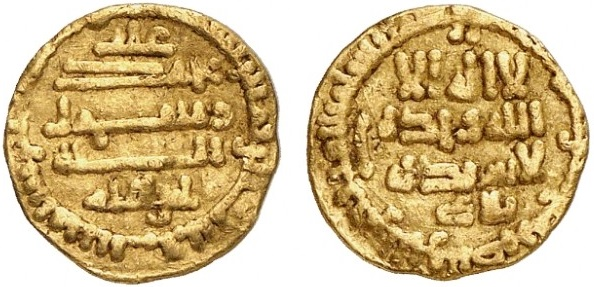
Cuarto de dinar aglabí, acuñado en Sicilia en el 879.

A pesar de la importancia de la conquista de Siracusa, esto no pudo impedir que se desatasen una serie de conflictos intestinos en la provincia musulmana de Sicilia. Poco después de la caída de la ciudad, Ja'far ibn Muhammad fue asesinado por sus esclavos, azuzados por su tío y por su hermano, que entonces usurparon el gobierno. Luego fueron derrocados en septiembre del 878, enviados a Ifriqiya y ajusticiados.
Ibrahim II entonces nombró como gobernador interino a su hijo, antes entregar el gobierno de la isla al siciliano Husayn ibn Rabah. Husayn retomó las campañas contra las fortalezas bizantinas del nordeste, especialmente contra Taormina, en el 879-880, pero sin éxito. De hecho, los bizantinos lograron realizar una pequeña contraofensiva en el 880: el almirante Nasar derrotó a una flota aglabí en un arriesgado ataque nocturno en el mar Jónico, marchó luego a atacar los alrededores de Palermo y venció luego a otra escuadra aglabí en la batalla de Stelai. En el 881-882, Taormina fue atacada de nuevo en vano; los bizantinos aniquilaron un ejército musulmán al mando de Abu'l-Thawr, lo que originó una gran movilización de los musulmanes sicilianos. En los años siguientes, los musulmanes realizaron varias incursiones contra Catania, Taormina y «la ciudad del rey» (posiblemente Polizzi) en el 883; contra Rometta y Catania en el 884; y nuevamente contra Catania y Taormina en el 885. Estas expediciones sirvieron para obtener botín y tributos suficientes para pagar al ejército, pero no conquistaron ninguna fortaleza enemiga. Durante el mismo periodo, 885-886, resurgió el poderío bizantino en la península itálica, en la que Nicéforo Focas el Viejo obtuvo una serie de victorias sobre los musulmanes.
En esta situación de contratiempos militares, estalló el descontento larvado de gran parte de la población musulmana, que hasta el momento no se había manifestado gracias al fruto de los saqueos de anteriores campañas victoriosas. En las fuentes tardías, este conflicto entre el grupo gobernante y las clases bajas se describe a menudo simplemente como una lucha «étnica» entre los árabes (la clase privilegiada) y los bereberes (los rebeldes). En diciembre del 886, el pueblo de Palermo depuso al gobernador, Sawada ibn Jafaja, y lo envió a Ifriqiya. El emir Ibrahim II nombró un sustituto, que pudo calmar la situación temporalmente gracias a nuevas incursiones y a vencer a una flota bizantina cerca de Milazzo en el 888 (la denominada Batalla de Milazzo), lo que permitió a los musulmanes sicilianos emprender incursiones de saqueo en Calabria.
Al año siguiente, Sawada regresó con nuevas tropas, y lanzó otro ataque, fallido de nuevo, contra Taormina. En marzo del 890, estalló otra rebelión en Palermo, esta vez parece que debida a los árabes sicilianos, que se alzaron contra los africanos de Sawada. Esta rebelión, unida a la que se produjo también en Ifriqiya en el 894-895, forzó al abandono de las campañas contra los bizantinos y condujo a la firma de una tregua en el 895-96. Según las cláusulas, a cambio de obtener la paz, los bizantinos se comprometían a liberar grupos alternos de prisioneros árabes y bereberes durante los cuarenta meses siguientes, hasta haber soltado a unos mil de ellos. Como indica Metcalfe: «esto no fue únicamente un símbolo de la fortuna militar de los cristianos frente a los aglabíes en la Sicilia oriental, sino que también pretendía atizar las disputas intestinas en el ejército musulmán, fomentando los enfrentamientos entre facciones por el orden en que los grupos debían ser liberados».
Finalmente, estalló una guerra civil entre «árabes» y «bereberes» en el 898, lo que motivó el envío a la isla al frente de un ejército del hijo de Ibrahim II, Abu'l-Abbas Abdallah, que ya había aplastado la rebelión en Ifriqiya, en el verano del 900. Para entonces las luchas entre musulmanes se habían extendido por la región y los palermitanos se enfrentaban a los de Agrigento. Después de negociar en vano con los dos bandos sicilianos, Abu'l-Abbas Abdallah tomó Palermo el 18 de septiembre del 900. Gran número de rebeldes buscaron refugio con los bizantinos de Taormina, y algunos incluso marcharon a Constantinopla.

### La llegada de Ibrahim II y la caída de Taormina (901-902)
Los bizantinos trataron de aprovechar la revuelta y comenzaron a reunir fuerzas en Mesina y Regio, al tiempo que Constantinopla enviaba una flota. Abu'l-Abbas, aun así, se apresuró a aplastar la rebelión y marchó luego contra los bizantinos; taló los alrededores de Taormina, cercó infructuosamente Catania y volvió luego a invernar en Palermo. En la primavera del año siguiente, reanudó sus ataques y asaltó Demona. Para desbaratar los preparativos bizantinos, sus fuerzas cruzaron al continente. Tomaron Regio el 10 de julio, que saquearon salvajemente; obtuvieron un inmenso botín, se llevaron a más de quince mil de los habitantes como esclavos, y impusieron la yizia al resto. A su vuelta a Sicilia, Abu'l-Abbas se enfrentó a una flota bizantina que acababa de arribar de Constantinopla y la debeló, capturando treinta de los bajeles enemigos.
A comienzos del 902, el califa abasí destituyó al emir Ibrahim II a petición de los súbditos de este. Se nombró a Abu'l-Abbas para sucederlo e Ibrahim marchó a Sicilia, deseoso de participar en la guerra santa; acompañó a un grupo de voluntarios en el verano. En una operación que acabó con el largo equilibrio de la región, marchó contra Taormina, venció a la guarnición frente a las murallas y cercó la ciudad. Sin socorro imperial, esta cayó en manos de los sitiadores el 1 de agosto del 902. Ibrahim aprovechó la victoria para emprender incursiones contra diversos castillos cercanos, de los que algunos se rindieron y fueron arrasados y otros tuvieron que pagar un rescate para evitar el asalto enemigo.
Infatigable, Ibrahim cruzó entonces a la península itálica, donde ciudades tan lejanas como Nápoles se aprestaron a rechazarlo. Finalmente su avance se detuvo en Cosenza, que asedió; Ibrahim murió durante el cerco, de disentería, el 24 de octubre. Su nieto abandonó la campaña y regresó a Sicilia.

## Consecuencias
A pesar de que los cristianos conservaron algunas fortalezas en el nordeste, la caída de Taormina marcó en la práctica el fin de la Sicilia bizantina y la consolidación del dominio musulmán de la isla. Aun así, no conllevó el fin de las hostilidades árabo-bizantinas en torno a la isla.
En 909, los fatimíes se adueñaron tanto de Sicilia como de Ifriqiya. Continuaron (igual que los gobernadores hereditarios kálbidas de la década del 950 en adelante) la tradición de la yihad intermitente, tanto contra las castillos cristianos en el nordeste (el Val Demone) como, sobre todo, contra las posesiones bizantinas en el sur de la península itálica. Aunque Taormina se sacudió el dominio musulmán poco después del 902, los fatimíes la recuperaron en 962, tras un asedio de treinta días, posiblemente como reacción a la reconquista bizantina de Creta el año anterior. Al año siguiente, los musulmanes atacaron la última fortaleza cristiana en la isla, Rometta, asalto que suscitó una expedición del emperador bizantino, Nicéforo II, para recuperar Sicilia. Al principio de la campaña, la suerte favoreció a los bizantinos, que recuperaron Mesina y otras fortalezas del nordeste, pero fueron rechazados en Rometta y se replegaron a Calabria. Al año siguiente, retomaron la campaña, pero fueron aniquilados en la «batalla de los Estrechos» (waqi'en al-majaz) cerca de Mesina. Como resultado, los dos bandos acordaron una larga tregua en el 967.
Las incursiones sicilianas contra la Italia continental continuaron y motivaron la intervención del emperador occidental, Otón II, en la península en el 982, campaña en la que resultó derrotado en la batalla de Stilo. Hasta la década del 1020, los bizantinos no volvieron a ocuparse de Sicilia, después de un periodo de consolidación de sus posiciones en la Italia meridional dirigida por el capaz catepan Basilio Boioanes. Un gran ejército desembarcó en Mesina en el 1025, pero la expedición se anuló cuando llegó la noticia de la muerte del emperador Basilio II. Los bizantinos hicieron un último intento de reconquista en el 1038, cuando enviaron al hábil y joven general Jorge Maniaces a la isla, aprovechando las riñas entre kálbidas y ziríes. Maniaces recuperó pronto toda la costa oriental, pero la conquista quedó incompleta porque se le relevó del mando debido a las envidias de algunos rivales. Los kálbidas recuperaron rápidamente el territorio perdido y tomaron Mesina, la última posesión bizantina, en el 1042.
Los árabes mantuvieron el control de Sicilia hasta la conquista normanda, que también se extendió por largo tiempo, desde la primera invasión de 1061 a la rendición de Noto en 1091.

## Impacto
El largo conflicto árabo-bizantino dejó huella en la historia posterior de la isla: a pesar de que durante el dominio musulmán la cultura siciliana se arabizó rápidamente, las comunidades cristianas de las comarcas centrales y orientales de la isla evitaron la islamización. La influencia árabe, de acuerdo a los topónimos que se conservan, varió en las distintas zonas de la isla según el grado de resistencia a la conquista y la intensidad de la colonización árabe: abundan los nombres de este origen en el tercio occidental (el Val di Mazara medieval), la situación es más mezclada en el tercio suroriental (el Val di Noto), y predominan los nombres cristianos en el tercio nororiental de la isla (Val Demone), que fue la última región que conquistaron los musulmanes, la que acogió a los refugiados cristianos de otras partes de Sicilia, y que además mantuvo los contactos con la Italia continental bizantina.